# Desenvolvimento psicossexual
Na psicologia de  Sigmund Freud, o desenvolvimento psicossexual é o elemento central da teoria psicanalítica dos instintos, para a qual os seres humanos, desde o nascimento, possuem uma libido (energia sexual) instintiva que se desenvolve através de cinco estágios. Cada estágio - oral, anal, fálico, latente ou de latência e genital - é caracterizado por uma zona erógena, que é a fonte de unidade da libido. Freud propôs que se a criança experimentou frustração sexual em relação a qualquer estágio de desenvolvimento psicossexual, ele ou ela iriam experimentar ansiedade que persistem na vida adulta como uma neurose, um transtorno mental funcional.

## Histórico
Freud observou que durante as fases previsíveis de desenvolvimento na primeira infância, o comportamento da criança é orientado para certas partes do seu corpo, por exemplo, a boca durante a amamentação, o ânus durante o treinamento. Ele propôs que a neurose do adulto (transtorno mental funcional), muitas vezes está enraizada na sexualidade infantil, por isso, dizia que comportamentos adultos neuróticos eram manifestações da fantasia sexual na infância e desejo. Isso é porque os seres humanos nascem como "perversos polimorfos", as crianças podem obter prazer sexual de qualquer parte de seus corpos e que a socialização direciona os impulsos libidinais instintivos para a heterossexualidade adulta.

## Desenvolvimento psicossexual freudiano

### Fase oral
A primeira fase do desenvolvimento psicossexual é a fase oral, que vai desde o nascimento até os 18 meses de idade, em que a boca da criança é o foco de gratificação libidinal derivado do prazer de se alimentar no seio da mãe, e da exploração oral do seu ambiente, ou seja, a tendência em colocar objetos na boca. O id domina, porque nem o ego nem o super ego estão ainda totalmente desenvolvidos, e, uma vez que a criança não tem personalidade (identidade), cada ação é baseada em princípio do prazer. No entanto, o ego infantil está se formando durante o estágio oral; dois fatores contribuem para sua formação: (i) no desenvolvimento de uma imagem de corpo, a criança é discreta do mundo externo; por exemplo, a criança compreende a dor quando é aplicada ao seu corpo, identificando, assim, os limites físicos entre seu corpo e meio ambiente; (ii) experimentar uma gratificação atrasada leva à compreensão de que comportamentos específicos satisfazem algumas necessidades, como por exemplo chorar gratifica certas necessidades.

### Fase anal
Entre a idade de 1 e 3 anos, a atenção da criança passa a se voltar para os processos de eliminação. Quando os pais começam o treinamento de usar o vaso sanitário, a criança pode ganhar aprovação ou expressar rebeldia ou agressão "segurando" ou "liberando". Assim, um treinamento rude pode causar uma fixação que pode se atrelar à personalidade.

### Fase fálica
Freud teorizou que o estágio fálico se desenvolvia entre a idade de 3 e 6 anos. Neste período, haveria um interesse sexual maior que faria com que a criança se sentisse fisicamente atraída ao seu genitor de sexo oposto. Em homens, a atração leva ao Complexo de Édipo, quando meninos sentem uma rivalidade com seu pai pelo amor da mãe. Em mulheres, o fenômeno foi chamado de Complexo de Electra, mas Freud recusou essa denominação porque a considerou dispensável. Chamou o fenômeno apenas de Complexo de Édipo Feminino.

### Fase latente
De acordo com Freud, existe um período de latência dos 6 anos até a puberdade. Neste período, o desenvolvimento psicossexual está suspenso. Portanto, é um momento sereno comparado com os seis primeiros anos de vida. O estágio de latência é resultado em parte das tentativas dos pais de punir ou desencorajar a atividade sexual em seus filhos. Caso a supressão parental tenha sucesso, as crianças reprimirão seu impulso sexual, dirigindo sua energia psíquica para a escola, as amizades e outras atividades não sexuais.

### Fase genital
O estágio genital começa na puberdade, quando um aumento das energias sexuais ativa todos os conflitos não resolvidos dos anos anteriores. Este ressurgimento é a razão pela qual a adolescência pode ser povoada de emoção e conflitos.